# キャヴェンディッシュの実験
キャヴェンディッシュの実験（キャヴェンディッシュのじっけん, 英: Cavendish experiment）とは、イギリスの科学者であるヘンリー・キャヴェンディッシュによって1797年から1798年にかけて行われた、実験室内の質量間に働く万有引力の測定と地球の比重の測定を目的とした実験である。なお、本実験は今日の重要な物理定数である万有引力定数と地球の質量の計測を目的としたものではなかったが、後年それらの値が本実験の測定値に基づいて高精度計算されたことはキャヴェンディッシュの直接的な功績ではないものの特筆すべき事項である。
この実験方法の原理は1783年より少し前、天文学者ジョン・ミッチェルによって考案されたものであり、キャヴェンディッシュの実験に使用されたねじり天秤装置 (en) は彼が作成したものである。しかし、1783年にミッチェルがその仕事を成し遂げることなく他界した後、ねじり天秤装置はフランシス・ウォラストン (Francis John Hyde Wollaston) を経てキャヴェンディッシュの手に渡った。キャヴェンディッシュはその装置をミッチェルの当初計画にできるだけ忠実に再組立てした。キャヴェンディッシュはその装置による一連の実験結果を1798年にロンドン王立協会発行の学術論文誌フィロソフィカル・トランザクションズで報告した。

## 実験
キャヴェンディッシュによって組み立てられた装置はワイヤーで吊り下げられた 6フィート (1.83 m) の木製の天秤棒でできたねじり天秤であり、
直径 2-インチ (50.80 mm) で質量 1.61-ポンド (0.730 kg) の鉛でできた球 (以下、小鉛球) が天秤棒の両端に取り付けられている。
その小鉛球の近くに、二つの直径 12-インチ (304.80 mm) で質量 348-ポンド (157.850 kg) の鉛球 (以下、大鉛球) が独立した吊り下げ機構によって約 9-インチ (228.60 mm) 隔てられて設置されている。
この実験は、小鉛球と大鉛球の間に働く相互作用としての微小な引力を測定するものである。

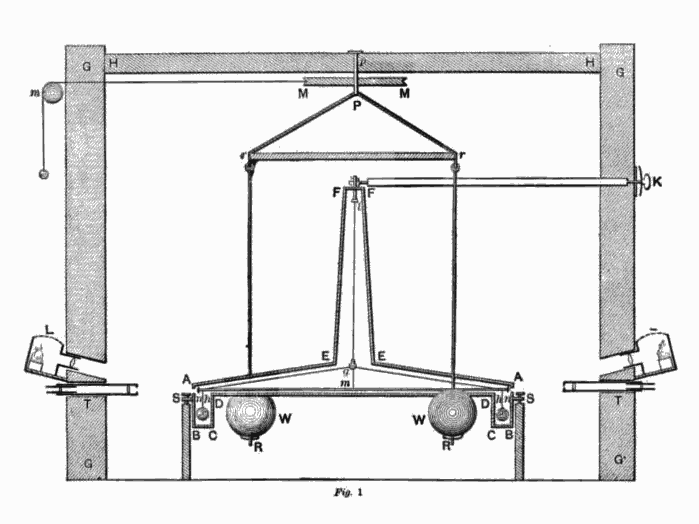
囲いの小屋を含むキャヴェンディッシュのねじり天秤装置の縦断面。大鉛球がフレームから吊り下げられ、プーリーで小鉛球の近くまで回転できるようになっている。キャヴェンディッシュの論文の Figure 1 より。

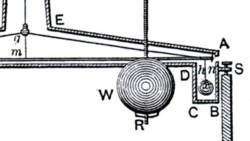
ねじり天秤棒 (m), 大鉛球 (W), 小鉛球 (x), 隔離箱 (ABCDE) の詳細.

二つの大鉛球は水平木製天秤棒の両端に設置されている。大鉛球と小鉛球の相互作用により天秤棒は回転し、天秤棒を支持しているワイヤーがねじれる。ワイヤーのねじれ力と大小の鉛球の間に働く複合引力が釣り合う所で天秤棒の回転は停止する。天秤棒の変位角を測定し、その角度におけるワイヤーのねじり力 (トルク) が分かれば、二組の質量対に働く力を決定することができる。小鉛球にかかる地球の引力は、その質量を量ることによって直接に計測できるので、その二つの力の比からニュートンの万有引力の法則を用いて地球の密度を計算することが可能となる。
この実験では地球の密度が水の密度の 5.448 ± 0.033 倍 (すなわち比重) であることが見いだされた。1821年、F. Baily により、キャヴェンディッシュの論文に記されている 5.48 ± 0.038 という値は単純な計算ミスによる誤りであることが確認・訂正されている。
ワイヤーのねじりバネとしてのばね定数、すなわちねじれによる変位角が与えられたときのワイヤーの持つトルクを得るために、天秤棒が時計回りあるい反時計回りでゆっくり回転する際のねじりバネの共振周期が計測された。その周期は約 7 分であった。ねじりバネ定数はこの周期と天秤の質量、寸法から計算できる。実際には天秤棒は静止することはないので、天秤棒の変位角をそれが振動している間に計測する必要があった。
キャヴェンディッシュの実験装置は時間に対して非常に敏感であった。ねじり天秤のねじりによる力は大変に小さく、1.47 × 10−7 [N] であり、およそ小鉛球の質量の 1/50,000,000 すなわち粗い砂粒の質量程度である。測定における空気流と温度変化の悪影響を抑えるため、キャヴェンディッシュは装置全体を奥行き 2フィート (0.61 m)、高さ 10フィート (3.05 m)、幅 10フィート (3.05 m) の木箱に入れ、彼の自宅敷地に外部遮断した小屋内に設置した。ねじり天秤の水平天秤棒の動きを観測するために、小屋の壁に開けられた二つの穴を通した望遠鏡を使用した。天秤棒の動きはおよそ 0.16インチ (4.06 mm) であった。この実験装置では天秤棒の両端に取り付けられたバーニヤ目盛を用いることによってこの微小な変位を1インチの百分の一よりも精度よく計測することができた。
キャヴェンディッシュの実験は1838年のライヒ (Reich)、1843年のベイリー (Baily)、1878年のコルニュとベイル (Cornu & Baille) らなど、多くの追実験が行われた。しかし1895年のチャールズ・バーノン・ボーイズによる追実験まで、キャヴェンディッシュによる実験の測定精度は97年間超えられることはなかった。その後、ミッチェルのねじり天秤の原理は万有引力定数の測定においては主要な技術となり、今日のほとんどの測定で原理的に同じ装置が使用されている。

## 本実験と万有引力定数についての議論
キャヴェンディッシュの目的が万有引力定数 G の決定であったと書かれている書籍、をみつけることは容易であるが、同時にこの錯誤は多くの著者によって指摘もされている。実際には地球の密度の測定がキャヴェンディッシュの唯一の目的であり、彼はそれを「weighing the world: 世界 (地球) の計量」と呼んだ。キャヴェンディッシュが地球の密度の計算のために用いた方法の本質は、既知の質量を持つ大鉛球により小鉛球に働く力を計測し、地球により小鉛球に働く力と比較することにある。それにより G を直接的に求める必要なしに大鉛球の N 倍の質量を持つものとして地球の質量が計算できる。重力定数はキャヴェンディッシュの論文では示されず、それが彼の実験の目的とはされていない。本実験に基づいて G を計算した最初の文献のひとつは1873年すなわちキャヴェンディッシュの実験の75年後であった。
キャヴェンディッシュの時代には、科学者の間では G は今日のような重要性が認識されておらず、それは単にニュートンの万有引力の法則における比例定数に過ぎなかった。重力の計測は地球の密度の決定を目的としたものであった。地球の密度は18世紀の天文学で強く求められていた定数であり、地球の密度が既知となれば、その値から月、太陽、さらに他の惑星の密度が求められるのである。この実験以前には、1774年のロンドン王立協会によるシェハリオンの実験 (en) のような地球の密度の測定の試みは存在した。
更なる複雑さの要因は、19世紀中頃にかけて、科学者たちが力の計測のための固有の単位を使用していなかったことである。このことは、普遍の定数として認識されている G の対極として、地球の質量に G を無意味に結びつけた。キャヴェンディッシュは G の値を公表はしなかったが、その実験の結果は G の決定に直接の寄与をもたらすこととなる。1800年代終盤、G を自然界の物理定数のひとつとして認識し始めた科学者たちは、キャヴェンディッシュによる高精度な測定値から次式によって G を計算したのである。
{\displaystyle G=g{\frac {R_{\text{earth}}^{2}}{M_{\text{earth}}}}={\frac {3g}{4\pi R_{\text{earth}}\rho _{\text{earth}}}}\,}
キャヴェンディッシュによる地球の密度の値 5.448 g cm−3 を国際単位系に変換して G を求めると、
{\displaystyle G=6.74\times 10^{-11}\,\mathrm {m^{3}~kg^{-1}~s^{-2}} }
が得られ、これは現代において物理定数として採用されている値 (6.67259 × 10−11 m3 kg−1 s−1) に対して誤差約1%である。

## 万有引力定数 G と地球質量の導出
記号の定義については本項の図と末尾の表を参照。
以下に述べる方法はキャヴェンディッシュが実際に使用した計算方法ではないが、現代の物理学者たちが彼の実験結果をどのように利用しているのかを示すものである。フックの法則により、ねじりワイヤーのトルクは天秤の変位角 {\displaystyle \theta \,} に比例する．すなわち、ワイヤーのねじり係数を {\displaystyle \kappa \,} とすると、トルクは {\displaystyle \kappa \theta \,} である。トルクは作用した力とワイヤーまでの距離の積として表すこともできる。実験設備には二組の大鉛球・小鉛球の対があるので、天秤の軸から距離 L/2 の両位置にかかる力をそれぞれ F とすると、トルクは LF である。トルクに関するそれら二つの式が等しいことから次式を得る。
{\displaystyle \kappa \theta \ =LF}
ニュートンの万有引力の法則により大鉛球と小鉛球の間に生じる力 F は次式で表される。
{\displaystyle F={\frac {GmM}{r^{2}}}}

ねじり天秤の概念図

F を上記第一の式に代入すると、次式が得られる。
{\displaystyle \kappa \theta \ =L{\frac {GmM}{r^{2}}}\qquad \qquad \qquad (1)}
ワイヤーのねじり係数 ({\displaystyle \kappa }) を得るために、キャヴェンディッシュは次式で表される定常状態でのねじり天秤の共振周期 T を測定した。
{\displaystyle T=2\pi {\sqrt {I/\kappa }}}
ねじり天秤自体の質量は無視できると仮定すると、天秤の慣性モーメントは小鉛球の質量のみから計算することにより、
{\displaystyle I=m(L/2)^{2}+m(L/2)^{2}=2m(L/2)^{2}=mL^{2}/2},
となり、さらに次式を得る。
{\displaystyle T=2\pi {\sqrt {\frac {mL^{2}}{2\kappa }}}}
この式を {\displaystyle \kappa } について解いて(1)式に代入し、G について整理すると次式を得る。
{\displaystyle G={\frac {2\pi ^{2}Lr^{2}}{MT^{2}}}\theta }
決定された G と、地表における物体が地球から受ける力を用いて、地球の質量 {\displaystyle M_{\text{earth}}} と密度 {\displaystyle \rho _{\text{earth}}} が次のように計算できる。
{\displaystyle {\begin{aligned}mg&={\frac {GmM_{\text{earth}}}{R_{\text{earth}}^{2}}}\\M_{\text{earth}}&={\frac {gR_{\text{earth}}^{2}}{G}}\\\rho _{\text{earth}}&={\frac {M_{\text{earth}}}{4\pi R_{\text{earth}}^{3}/3}}={\frac {3g}{4\pi R_{\text{earth}}G}}\end{aligned}}}
| 記号の定義                      |                                                                 |                                        |
| {\displaystyle \theta \,}       | {\displaystyle {\mbox{radian}}\,}                               | ねじり天秤棒の自然静止位置からの変位角 |
| {\displaystyle F\,}             | {\displaystyle {\mbox{N}}\,}                                    | 質量 M と m の間に働く引力             |
| {\displaystyle G\,}             | {\displaystyle {\mbox{m}}^{3}{\mbox{kg}}^{-1}{\mbox{s}}^{-2}\,} | 万有引力定数                           |
| {\displaystyle m\,}             | {\displaystyle {\mbox{kg}}\,}                                   | 小鉛球の質量                           |
| {\displaystyle M\,}             | {\displaystyle {\mbox{kg}}\,}                                   | 大鉛球の質量                           |
| {\displaystyle r\,}             | {\displaystyle {\mbox{m}}\,}                                    | 釣り合い時の大鉛球と小鉛球の中心間距離 |
| {\displaystyle L\,}             | {\displaystyle {\mbox{m}}\,}                                    | ねじり天秤の小鉛球中心間の距離         |
| {\displaystyle \kappa \,}       | {\displaystyle {\mbox{N}}\,{\mbox{m}}\,{\mbox{radian}}^{-1}\,}  | 吊り下げワイヤーのねじり係数           |
| {\displaystyle I\,}             | {\displaystyle {\mbox{kg}}\,{\mbox{m}}^{2}\,}                   | ねじり天秤の慣性モーメント             |
| {\displaystyle T\,}             | {\displaystyle {\mbox{s}}\,}                                    | ねじり天秤の振動周期                   |
| {\displaystyle g\,}             | {\displaystyle {\mbox{m}}\,{\mbox{s}}^{-2}\,}                   | 地表での重力加速度                     |
| {\displaystyle M_{earth}\,}     | {\displaystyle {\mbox{kg}}\,}                                   | 地球の質量                             |
| {\displaystyle R_{earth}\,}     | {\displaystyle {\mbox{m}}\,}                                    | 地球の半径                             |
| {\displaystyle \rho _{earth}\,} | {\displaystyle {\mbox{kg}}\,{\mbox{m}}^{-3}\,}                  | 地球の密度                             |